# 伽倻駅 (韓国鉄道公社)
伽倻駅（カヤえき）は、大韓民国釜山広域市釜山鎮区堂甘洞に位置する韓国鉄道公社（KORAIL）伽倻線と釜田線の駅である。
旅客営業は行わないが、伽倻線と釜田線の分岐点として機能し、釜田駅を発着する京釜線・慶全線直通列車が通過する。また、操車場機能を有するほか、KTX・SRTの車両基地である釜山鉄道車両整備団が隣接している。

## 利用可能な鉄道路線
韓国鉄道公社
伽倻線
釜田線

## 駅周辺
- 釜山都市鉄道2号線 伽倻駅 - 500m程離れており乗換駅ではない。
- 東義大学校
- 堂甘1洞住民センター
- 堂甘初等学校
- 唐平初等学校
- 国民銀行堂甘洞支店
- 堂甘地区隊

## 歴史
- 1944年6月10日 - 駅開業。
- 2002年12月2日 - 旅客営業停止。

## 隣の駅
韓国鉄道公社
伽倻線
沙上駅 ‐ 伽倻駅 - 凡一駅
釜田線
伽倻駅 - 釜田駅